# Caterina Enrichetta di Borbone
Caterina Enrichetta di Borbone, légitimée de France (Rouen, 26 marzo 1596 – Parigi, 20 giugno 1663), figlia illegittima di re Enrico IV e della sua maîtresse-en-titre di lunga data Gabrielle d'Estrées. Si sposò all'interno del Casato Principesco di Guisa.

## Infanzia
Nata il 26 marzo 1596 a Rouen, fu battezzata il 14 novembre 1596. Alla sua nascita, la Regina Elisabetta d'Inghilterra spedì uno speciale ambasciatore, il quale propose anche un nuovo trattato fra le due nazioni. Poi, sorprendendo tutti, la Spagna attaccò Amiens. Una delle prime cose che la madre di Caterina fece fu quella di chiedere alla popolazione francese di contribuire finanziariamente allo sforzo bellico, mentre lei stessa donò in pegno i suoi gioielli: nel fare ciò accumulò una grossa fortuna.
Nella sua giovinezza, era conosciuta come Mademoiselle de Vendôme, soprannome derivato dal Ducato di Vendôme, in possesso del Casato di Borbone dal 1393. Suo fratello maggiore, Cesare di Borbone fu legittimato nel 1595 e gli venne concesso il titolo di Duca di Vendôme. Cesare avrebbe poi progettato un piano contro la corona e contro il cardinale Richelieu durante la Fronda in combutta con il loro fratellastro minore, Gastone d'Orléans. L'altro fratello, Alexandre de Bourbon nacque nel 1598 e morì nel 1629: venne conosciuto come chevalier de Vendôme.
All'età di appena tre anni, sua madre ventottenne morì di un attacco di eclampsia dopo aver dato alla luce un figlio nato morto. Come risultato della morte di sua madre, Caterina Enrichetta ereditò la sua ricchezza per proprio diritto. Il ducato di Beaufort di proprietà di sua madre, fu concesso a suo fratello maggiore, Cesare.
Il 19 maggio 1610, suo padre fu assassinato fuori dal Louvre. Naturale candidato alla successione fu il suo fratellastro, Luigi di otto anni, ma la reggenza del regno era in mano a sua mare, Maria de' Medici, che, per partito preso, odiava i figli illegittimi dei sovrani.

## Matrimonio
Si discusse un suo eventuale matrimonio con Henri de Bourbon, prince de Condé, ma l'idea fu abbandonata..
Suo marito divenne il Duca d'Elbeuf, nato Carlo di Lorena e membro del Casato di Guisa. Il Casato di Guisa era un ramo cadetto dei Duchi di Lorena, una delle più potenti famiglie di Francia. La venticinquenne Mademoiselle de Vendôme sposò Carlo di Lorena al Palais du Louvre a Parigi il 20 giugno 1619. Lo sposo era di sette mesi più giovane della moglie. Nello stesso luogo la sua giovane sorellastra, Maria Cristina di Francia, aveva sposato nel febbraio di quell'anno il Principe Vittorio Amedeo di Savoia, futuro Duca di Savoia.
Al casato di Guisa fu versata una considerevole dote di 1,3 milioni di livres, pensioni incluse. Molto di questo denaro fu speso e ri-ipotecato per vari motivi, inclusa una causa fallita contro suo fratello Cesare.
Poiché Caterina Enrichetta era sposata nell'ambito del Casato di Guisa, godeva del titolo di Altezza, essendo i Guisa Principi Stranieri presenti corte. Dopo il suo matrimonio, divenne nota come la Légitimée-duchesse. Era solita firmare i documenti come C H. Ld.e France - Catherine Henriette. Légitimée de France.
Dal suo matrimonio nacquero sei figli, tre dei quali avrebbero avuto figli a loro volta. Suo marito morì a Parigi all'Hôtel d'Elboeuf, residenza di città della famiglia. Caterina Enrichetta rimase vedova per sei anni fino alla propria morte nel 1663.
Il cugino di primo grado di suo marito fu lo Chevalier de Lorraine, amante di Monsieur, fratello di Luigi XIV. Fu anche antenata del futuro Maréchal de Soubise, della Princesse de Condé, di Madame de Guéméné e dell'assassinato Duc d'Enghien.

## Figli
- Charles de Lorraine (1620–4 maggio, 1692), Duca d'Elbeuf; ebbe figli da: 
  - Anne Elisabeth de Lannoy (1626–1654).
  - Élisabeth de La Tour d'Auvergne (11 maggio, 1635–23 ottobre, 1680)
  - Françoise de Navailles (?–11 giugno, 1717), figlio da una amante sconosciuta
- Henri de Lorraine (1622–3 aprile, 1648) celibe Abate di Hombieres
- François Louis de Lorraine (1623–27 giugno 1694) Conte di Harcourt, sposò Anne d'Ornano ed ebbe dei figli.
- François Marie de Lorraine (4 aprile, 1624–19 gennaio 1694) Principe di Lillebonne; sposò;
  - Christine d'Estrées (senza figli)
  - Anne de Lorraine, ebbe figli; furono genitori di Béatrice Hiéronyme di Lorena, Badessa di Remiremont e bisnonni di Charles de Rohan, prince de Soubise; furono anche antenati dell'assassinato Duc d'Enghien
- Catherine de Lorraine (1626–1645)
- Marie Marguerite de Lorraine (1629–7 agosto, 1679) Mademoiselle d'Elboeuf, nubile.

## Ascendenza
|                                    |                  |                               | Genitori                          |  |  | Nonni |  |  | Bisnonni                      |  |  | Trisnonni                   |  |
|                                    |                  |                               |                                   |  |  |       |  |  | Charles IV de Bourbon-Vendôme |  |  | François de Bourbon-Vendôme |  |
|                                    |                  |                               |                                   |  |  |       |  |  | Charles IV de Bourbon-Vendôme |  |  | François de Bourbon-Vendôme |  |
|                                    |                  | Marie de Luxembourg-Saint-Pol |                                   |  |  |       |  |  | Charles IV de Bourbon-Vendôme |  |  |                             |  |
| Antoine de Bourbon-Vendôme         |                  |                               |                                   |  |  |       |  |  | Charles IV de Bourbon-Vendôme |  |  |                             |  |
|                                    |                  | Françoise d'Alençon           | René d'Alençon                    |  |  |       |  |  |                               |  |  |                             |  |
|                                    |                  | Françoise d'Alençon           | René d'Alençon                    |  |  |       |  |  |                               |  |  |                             |  |
|                                    |                  | Françoise d'Alençon           | Marguerite de Lorraine-Vaudémont  |  |  |       |  |  |                               |  |  |                             |  |
| Henri IV de France                 |                  | Françoise d'Alençon           |                                   |  |  |       |  |  |                               |  |  |                             |  |
|                                    |                  | Henri II de Navarre           | Jean III de Navarre               |  |  |       |  |  |                               |  |  |                             |  |
|                                    |                  | Henri II de Navarre           | Jean III de Navarre               |  |  |       |  |  |                               |  |  |                             |  |
|                                    |                  | Henri II de Navarre           | Catherine de Navarre              |  |  |       |  |  |                               |  |  |                             |  |
| Jeanne III de Navarre              |                  | Henri II de Navarre           |                                   |  |  |       |  |  |                               |  |  |                             |  |
|                                    |                  | Marguerite d'Angoulême        | Charles d'Angoulême               |  |  |       |  |  |                               |  |  |                             |  |
|                                    |                  | Marguerite d'Angoulême        | Charles d'Angoulême               |  |  |       |  |  |                               |  |  |                             |  |
|                                    |                  | Marguerite d'Angoulême        | Luisa di Savoia                   |  |  |       |  |  |                               |  |  |                             |  |
| Catherine de Bourbon-Vendôme       |                  | Marguerite d'Angoulême        |                                   |  |  |       |  |  |                               |  |  |                             |  |
|                                    | Jean I d'Estrées | Antoine d'Estrées             |                                   |  |  |       |  |  |                               |  |  |                             |  |
|                                    | Jean I d'Estrées | Antoine d'Estrées             |                                   |  |  |       |  |  |                               |  |  |                             |  |
|                                    | Jean I d'Estrées | Jeanne de La Cauchie          |                                   |  |  |       |  |  |                               |  |  |                             |  |
| Antoine d'Estrées                  | Jean I d'Estrées |                               |                                   |  |  |       |  |  |                               |  |  |                             |  |
|                                    |                  | Catherine de Bourbon-Vendôme  | Jacques de Bourbon-Ligny          |  |  |       |  |  |                               |  |  |                             |  |
|                                    |                  | Catherine de Bourbon-Vendôme  | Jacques de Bourbon-Ligny          |  |  |       |  |  |                               |  |  |                             |  |
|                                    |                  | Catherine de Bourbon-Vendôme  | Jeanne de Rubempré                |  |  |       |  |  |                               |  |  |                             |  |
| Gabrielle d'Estrées                |                  | Catherine de Bourbon-Vendôme  |                                   |  |  |       |  |  |                               |  |  |                             |  |
|                                    |                  | Jean Babou de La Bourdaisère  | Philibert Babou de La Bourdaisère |  |  |       |  |  |                               |  |  |                             |  |
|                                    |                  | Jean Babou de La Bourdaisère  | Philibert Babou de La Bourdaisère |  |  |       |  |  |                               |  |  |                             |  |
|                                    |                  | Jean Babou de La Bourdaisère  | Marie Gaudin                      |  |  |       |  |  |                               |  |  |                             |  |
| Françoise Babou de La Bourdaisière |                  | Jean Babou de La Bourdaisère  |                                   |  |  |       |  |  |                               |  |  |                             |  |
|                                    |                  | Françoise Robertet            | Florimond Robertet                |  |  |       |  |  |                               |  |  |                             |  |
|                                    |                  | Françoise Robertet            | Florimond Robertet                |  |  |       |  |  |                               |  |  |                             |  |
|                                    |                  | Françoise Robertet            | Michelle Gaillard                 |  |  |       |  |  |                               |  |  |                             |  |
|                                    |                  | Françoise Robertet            |                                   |  |  |       |  |  |                               |  |  |                             |  |

## Titoli ed trattamento
- 14 novembre 1596 – 20 giugno 1619: Mademoiselle de Vendôme
- 20 giugno 1619 – 5 novembre 1657: Sua Altezza, la Duchessa d'Elbeuf (Madame la duchesse d'Elbeuf)
- 5 novembre 1657 – 20 giugno 1663: Sua Altezza, la Duchessa vedova d'Elbeuf (Madame la duchesse d'Elbeuf Douairière)